# رفیق بابایف
رفیق بابایف (ترکی آذربایجانی: Rafiq Farzi oğlu Babayev; ۳۱ مارس ۱۹۳۷ – ۱۹ مارس ۱۹۹۴) موسیقیدان جاز آذربایجانی، آهنگساز، رهبر ارکستر، تنظیم کننده و نویسنده موسیقی فیلم اهل کشور جمهوری آذربایجان بود.

## جوایز
وی برندهٔ جوایزی همچون هنرمند خلق آذربایجان شده‌است.